# 나카지마 공원

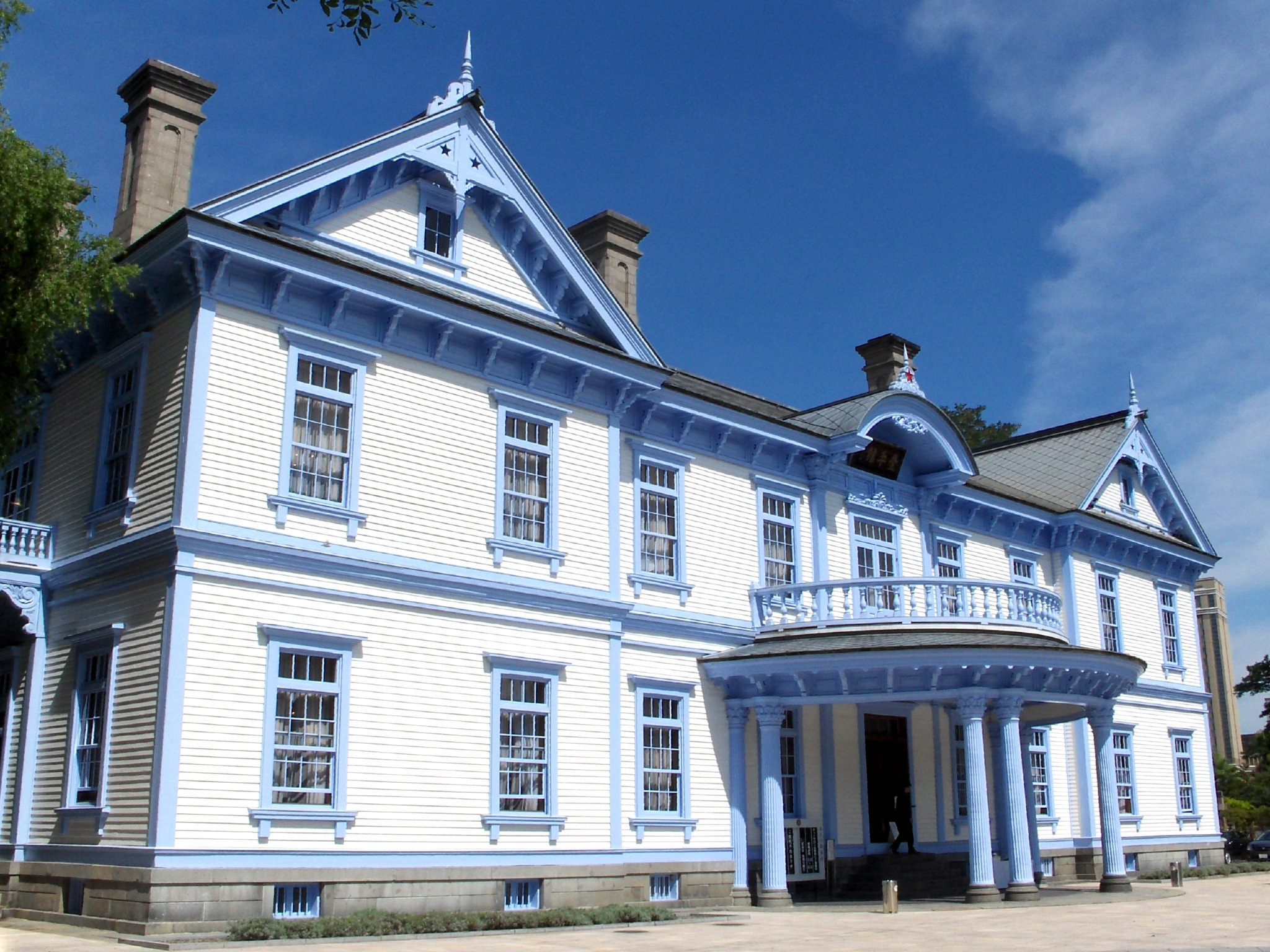
호헤이칸

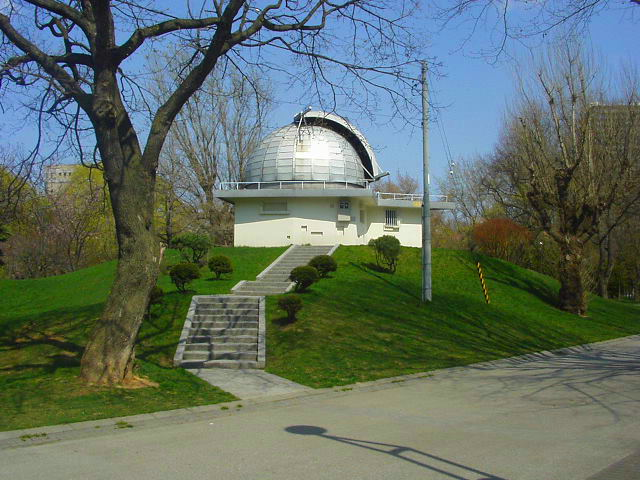
삿포로 시 천문대

나카지마 공원(일본어: 中島公園)은 일본 홋카이도 삿포로시 주오구에 있는 공원이다. 오락시설이 있는 어린이 나라와 일본식 정원, 아름다운 백화원, 천문대 등이 있다. 공원 안에 있는 호헤이칸(豊平館)은 1897년에 호텔로 세워진 연푸른 색조의 멋진 신양식 건물이다. 과거에는 귀빈 접대 장소로 사용되었으나 현재는 결혼식장 등으로 이용되고 있다.